# Olmo Gentile
Olmo Gentile – miejscowość i gmina we Włoszech, w regionie Piemont, w prowincji Asti.
Według danych na styczeń 2009 gminę zamieszkiwały 94 osoby przy gęstości zaludnienia 18,4 os./1 km².